# Det Kommende Teater
Det Kommende Teater er et professionelt turnéteater stiftet i 2005 af skuespiller og dramatiker Søren Ruby.
Teatret har produceret følgende forestillinger:
- 2005: "Tiden i Mellem"
- 2005: "OS - en bøjning af vi"
- 2008: "Kontakt"
- 2009: "Nærvær & næsten"
- 2010: "Hans Ejendom"
- 2010: "ER - en bøjning af være"
- 2011: "Mødet"
- 2012: "Helt Udenfor"
- 2012: "Talen"
- 2013: "Min digitale virkelighed"
- 2014: "Vorherre på lokum"
- 2015: "Kopirummet"
- 2017: "Ikke et ord - om ytringsfrihed" (tidl. YTR) med Thy Teater
- 2019: "Not a word - about free speech"
- 2020: "Shakespeares sonetter" med Duo al Dente
- 2021: "De fire årstider" med Duo al Dente
- 2022: "Cabaret La Vie"
- 2023: "At dele et liv" med Kulturmarkt
- 2023: "Helt Udenfor" (re-premiere fra 2012)
- 2023: "Økologisk julekabaret"
- 2024: "De satiriske vers" (Rubys kirkekabaret)
- 2024: "Rubys julekabaret"
- 2025: "Spaghetti Hamlet" med HamletScenen

Teatret er projektstøttet af Statens Kunstråds Scenekunstudvalg (nu Statens Kunstfonds Projektstøtteudvalg), samt kommunale kulturpuljer og private fonde.